# Linia środkowa

odcinek DE jest linią środkową

Linia środkowa – odcinek łączący środki pewnych dwóch boków trójkąta.
W każdym trójkącie istnieją trzy różne linie środkowe, każdej z nich odpowiada jeden bok trójkąta – ten, z którym środkowa jest rozłączna.
Linii środkowej nie należy mylić ze środkową trójkąta.

## Twierdzenie
Linia środkowa jest równoległa do odpowiadającego jej boku. Jej długość jest dwukrotnie mniejsza od długości tego boku.

### Dowód (wektorowy)
Zgodnie z oznaczeniami rysunku
{\displaystyle {\vec {DE}}={\vec {DC}}+{\vec {CE}}={\tfrac {1}{2}}{\vec {AC}}+{\tfrac {1}{2}}{\vec {CB}}={\tfrac {1}{2}}\cdot ({\vec {AC}}+{\vec {CB}})={\tfrac {1}{2}}{\vec {AB}},}
co oznacza, że odcinek DE jest równoległy do odcinka AB i ma dwukrotnie mniejszą długość.

### Dowód (geometryczny)
Ponieważ
{\displaystyle {\frac {AC}{DC}}={\frac {BC}{EC}},}
więc spełnione są założenia odwrotnego twierdzenia Talesa. Stąd {\displaystyle AB\parallel DE.}
To z kolei oznacza, że {\displaystyle \sphericalangle ABC=\sphericalangle DEC} oraz {\displaystyle \sphericalangle BAC=\sphericalangle EDC.} Wystarczy teraz skorzystać z podobieństwa trójkątów ABC i DEC.

### Dowód (geometryczny) 2
Niech punkty D, E będą środkami boków odpowiednio AC i BC. Odcinek DE jest więc linią środkową.
Poprowadźmy z punktu D prostą równoległą do boku AB przecinającą bok BC w punkcie E′. Następnie poprowadźmy z punktu E′ prostą równoległą do boku AC przecinającą bok AB w punkcie F′.
Ponieważ czworokąt AF′E′D jest równoległobokiem więc
{\displaystyle |F'E'|=|AD|=|DC|}

oraz
{\displaystyle |\sphericalangle BF'E'|=|\sphericalangle BAC|=|\sphericalangle E'DC|,\quad |\sphericalangle F'BE'|=|\sphericalangle DE'C|.}
Powyższe równości oznaczają, że trójkąty DE′C oraz F′BE′ są przystające (cecha „KBK”), stąd m.in. {\displaystyle |BE'|=|CE'|.}
Punkt E′ jest więc środkiem odcinka BC. Ponieważ każdy odcinek ma dokładnie jeden środek więc E=E′. Linia środkowa DE będąca bokiem równoległoboku AF′E′D jest zatem równoległa do boku AB.
Ponadto ponieważ
{\displaystyle |AF'|=|DE'|\quad oraz\quad |DE'|=|F'B|.}
Więc F′ jest środkiem boku AB, czyli
{\displaystyle |DE|={\tfrac {1}{2}}\cdot |AB|.}

## Linia środkowa w trapezie

Pojęcie linii środkowej stosuje się także w trapezach. W tym przypadku jest to odcinek łączący środki ramion trapezu.
Zachodzi nieco ogólniejszy odpowiednik twierdzenia o linii środkowej trójkąta:
Linia środkowa w trapezie jest równoległa do (obu) podstaw trapezu, a jej długość jest średnią arytmetyczną ich długości.